# 京都府情報産業協会
一般社団法人京都府情報産業協会（英文名称：Kyoto Information Industry Association, 英文略称:KIIA）は、略称を京情協（きょうじょうきょう）といい、平成13年に京都府の認可によって設立された業界団体である。
情報関連技術の普及及び利活用に関する事業を実施し、 地域社会の情報化を促進することによって、京都府民の生活向上に寄与することを目的として活動している。

## 主な事業
1. 地域社会の生活の向上に資する情報通信技術促進事業
2. 地域社会に対する情報通信関連技術の啓発・教育・普及事業
3. 府内地域産業の情報通信技術促進事業
4. 地域社会の諸課題に対する情報通信技術の利活用に関する事業
5. 行政、団体、その他関係機関との連携・交流事業
6. 府内情報通信技術産業の強化振興事業
7. 全国情報関連諸団体との連携事業
8. その他本会の目的を達成するために必要な事業 府民生活の向上に資する情報化促進事業

## 委員会活動
以下の委員会が中心に諸活動を行っている。

### 企画委員会
京情協の「体力増強、体質強化、地位向上」を目指して、理事会直轄事業として下記の事業を行う。
1. 会員増強ＷＧ：新規会員の入会勧誘及び既存会員の参画向上活動。
2. 広報ＷＧ：京情協の知名度向上、会員間の結束強化を目指し、京情協及び会員企業の新鮮な情報を、広く・強く発信するための活動。

### 経営委員会
管理者層以上を対象に、経営の質的向上に資する活動を行い、一般府民向けのオープンセミナーを開催する。
1. 府民セミナーＷＧ：府民セミナー開催の企画・実施
2. 経営研究会ＷＧ：年２回開催
3. 景気短観ＷＧ：年２回、半期毎に開催

### 技術委員会
京情協のみの委員会ではなくオール京都としての研究会（ワークショップ）を主体とする。

会員企業以外の参加も受け入れ、府下全体のICTスキル向上を目的に活動する。

1. 情報化月間協賛セミナーの開催。
2. 府市及び経済団体協調でのIoTを活用したICT技術向上を目的としたワークショップ活動。

### 文化地域委員会
京都の歴史ある文化・芸術に触れることにより文化的知見を深め、高い教養を身に付けること、地域貢献の意識を高めその可能性を広げることの２つを目的とし、主に文化施設の訪問、商店街との連携企画、また会員同士の親睦を図るようなイベントを企画、実行する。文化施設訪問や京都の町おこしの体験等のイベントを企画し、参加者の増強について工夫する。

## 沿革
1993年（平成 5年）11月15日 任意団体京都情報サービス産業協議会として発足。

2001年（平成13年） 4月３日 京都府より社団法人の認可を受け、団体名を京都府情報産業協会と改称し公益法人として新たな第一歩を踏みだす。 （会長：白石 雪翁）

2002年（平成14年） 3月19日 会長交代（新会長：北村 昱、名誉会長　前会長：白石 雪翁）

2004年（平成16年） 3月26日 会長交代（新会長：植田 弘毅）

2006年（平成18年） 3月26日 会長交代（新会長：長谷川　亘） 

2011年（平成23年）11月10日 設立10周年記念式典並びに全国地域情報産業団体連合会京都大会開催

2012年（平成24年） 4月 1日  新公益法人制度により一般社団法人への移行認可を受け、現在に至る。

## 事務局
〒601-8407 京都市南区西九条寺ノ前町10-5